# شرف الدين محمود شاه
شرف الدين محمود شاه كان مؤسس السلالة المعروفة بالإنجية التي حكمت فارس وأصفهان ولرستان في القرن الرابع عشر . وهو من نسل الخواجة عبد الله الأنصاري، العالم الشهير في هرات (1006-1089م).
حوالي عام 1303 أرسله أولجيتو إلى عراق العجم وفارس لإدارة الممتلكات الملكية في هذه المناطق. احتفظ بمنصبه في عهد أبو سعيد بهادور خان (خليفة أولجيتو)، وكان أحد الموالين للأمير كوبان. كانت فارس لا تزال اسميًا تحت حكم الأتابكة السلغوريين، لكن محمود اكتسب السيطرة المالية والسياسية على المقاطعة وزاد من قوته لدرجة أنه بحلول عام 1325 كان من الممكن اعتباره حاكمًا مُستقلًّا في شيراز وكُل فارس تقريبًا.
إلا أنه أقام في البلاط الإيلخاني في السلطانية، حيث كان تحت حماية الوزير خواجة غياث الدين محمد بن رشيد الدين فضل الله (ابن الوزير والمؤرخ رشيد الدين)، وكان يفوض السلطة على الولايات التي يحكمها إلى أبنائه. وفي عام 1334م تم عزله لأسباب غير معروفة وتم تعيين مسؤول مغولي يدعى أمير مظفر عنق مكانه. ولكي يحافظ محمود على ثروته، خطط لاغتيال منافسه، وطارد مظفر حتى جدران قصر الخان، وعندما لجأ مظفر إلى الداخل، لم يترددوا في مطاردته هناك أيضًا. وبعد أن علم أبو سعيد بالأحداث أراد معاقبة محمود، إلا أن تدخل الوزير خواجة غياث الدين محمد بن راشد الدين فضل الله أنقذ حياة المتآمرين، ولكنهم سُجنوا في أماكن مختلفة، فذهب محمود إلى قلعة تبارك في أصفهان، وابنه الأكبر مسعود شاه جلال الدين في الأناضول؛ وقد تم إطلاق سراح الرجلين بعد فترة وجيزة بفضل نفوذ الوزير؛ وأُطلق سراح بقية المتورطين في السجن عندما توفي أبو سعيد. وعندما حاول الأمير مظفر الاستيلاء على حكومة فارس، وجد أن غياث الدين خاي خسرو، وهو ابن آخر لمندوب محمود في شيراز، رفض تسليمه السيطرة؛ واستمر الوضع على هذا المنوال حتى وصل خبر مقتل أبي سعيد، فأسر غياث الدين الأمير مظفر وأرسله إلى بلاط السلطانية.
وقد أدى الصراع على السلطة في البلاط إلى وفاة محمود وحاميه الوزير خواجة غياث الدين محمد بن رشيد الدين فضل الله خلال بضعة أشهر. قُتل محمود بأمر من الخان الجديد أربا خان (1336). ترك أربعة أبناء:
- مسعود شاه جلال الدين
- غياث الدين خاي خسرو
- محمد شمس الدين الإنجوي
- أبو إسحاق جمال الدين